# Halowe Mistrzostwa Świata w Lekkoatletyce 2003 – sztafeta 4 × 400 m kobiet
Sztafeta 4 × 400 m kobiet – jedna z konkurencji rozgrywanych podczas halowych mistrzostw świata w lekkoatletyce w 2003, zmagania w niej odbyły się 16 marca.
Udział w tej konkurencji brały ekipy reprezentujące 5 państw. Zawody wygrała ekipa z Rosji (w składzie: Natalja Antiuch, Julija Pieczonkina, Olesia Zykina, Natalja Nazarowa). Drugą pozycję zajęły zawodniczki z Jamajki (w składzie: Ronetta Smith, Catherine Scott, Sheryl Morgan, Sandie Richards), trzecią zaś reprezentantki Stanów Zjednoczonych (w składzie: Monique Hennagan, Meghan Addy, Brenda Taylor, Mary Danner).

## Wyniki
| Miejsce | Zawodniczki                                                                      | Państwo           | Wynik   | Uwagi |
| ------- | -------------------------------------------------------------------------------- | ----------------- | ------- | ----- |
| 01 !    | Natalja Antiuch Julija Pieczonkina Olesia Zykina Natalja Nazarowa                | Rosja             | 3:28,45 | WL    |
| 02 !    | Ronetta Smith Catherine Scott Sheryl Morgan Sandie Richards                      | Jamajka           | 3:31,23 |       |
| 03 !    | Monique Hennagan Meghan Addy Brenda Taylor Mary Danner                           | Stany Zjednoczone | 3:31,69 |       |
| 4.      | Jennifer Meadows Danielle Halsall Amy Spencer Catherine Murphy                   | Wielka Brytania   | 3:32,18 | NR    |
| 5.      | Antonina Jefremowa Tetiana Debeła Natalija Żurawlowa-Wdowyczenko Natalija Makuch | Ukraina           | 3:36,18 |       |